# Bisbat d'Autlán
El bisbat d'Autlán (espanyol: Diócesis de Autlán , llatí: Dioecesis Rivoriensis) és una seu de l'Església Catòlica a Mèxic, sufragània de l'arquebisbat de Guadalajara, i que pertany a la regió eclesiàstica Occidente. Al 2012 tenia 334.500 batejats sobre una població de 350.600 habitants. Actualment està regida pel bisbe Rafael Sandoval Sandoval, M.N.M.

## Territori
La diòcesi comprèn els municipis d'Atengo, Ayutla, Cuautlá, Juchitlán, Tecolotlán, Tenamaxtlán, Unión de Tula, Autlan de Navarro, Cabo Corrientes, Casimiro Castillo, Ejutla, El Grullo, La Huerta, El Limón, Villa Purificación, Tomatlán, Cihuatlán i Cuautitlán de García Barragán a l'estat mexicà de Jalisco.
La seu episcopal és la ciutat d'Autlán, on es troba la catedral de Santíssima Trinitat.
El territori s'estén sobre 13.494 km², i està dividit en 46 parròquies.

## Història
La diòcesi va ser erigida el 28 de gener de 1961 mitjançant la butlla Cristifidelium del Papa Joan XXIII, prenent el territori del bisbat de Colima i de arquebisbat de Guadalajara.

## Cronologia episcopal
- Miguel González Ibarra † (20 de març de 1961 - 15 de juliol de 1967 nomenat bisbe de Ciudad Obregón)
- Everardo López Alcocer † (25 de juliol de 1967 - 19 de desembre de 1968 mort)
- José Maclovio Vásquez Silos † (25 de març de 1969 - 23 de juliol de 1990 mort)
- Lázaro Pérez Jiménez (15 de maig de 1991 - 26 de juliol de 2003 nomenat bisbe de Celaya)
- Gonzalo Galván Castillo (26 d'octubre de 2004 - 25 de juny de 2015 renuncià)
- Rafael Sandoval Sandoval, M.N.M., dal 23 de novembre de 2015

## Estadístiques
A finals del 2012, la diòcesi tenia 334.500 batejats sobre una població de 350.600 persones, equivalent al 95,4% del total.
| any  | població | població | població | sacerdots | sacerdots       | sacerdots       | sacerdots             | diaques | religiosos | religiosos | parròquies |
| ---- | -------- | -------- | -------- | --------- | --------------- | --------------- | --------------------- | ------- | ---------- | ---------- | ---------- |
| any  | batejats | total    | %        | total     | clergat secular | clergat regular | batejats por sacerdot | diaques | homes      | dones      |            |
| 1965 | 180.259  | 181.359  | 99,4     | 57        | 57              |                 | 3.162                 |         |            | 224        | 17         |
| 1970 | ?        | 225.596  | ?        | 52        | 52              |                 | ?                     |         |            | 186        | 17         |
| 1976 | 253.870  | 259.975  | 97,7     | 75        | 75              |                 | 3.384                 |         |            | 172        | 29         |
| 1980 | 285.186  | 291.602  | 97,8     | 86        | 86              |                 | 3.316                 |         |            | 171        | 32         |
| 1990 | 466.574  | 482.179  | 96,8     | 90        | 90              |                 | 5.184                 |         |            | 147        | 40         |
| 1999 | 302.847  | 320.737  | 94,4     | 104       | 104             |                 | 2.911                 | 1       |            | 159        | 39         |
| 2000 | 307.483  | 325.686  | 94,4     | 101       | 101             |                 | 3.044                 | 1       |            | 169        | 39         |
| 2001 | 283.426  | 295.546  | 95,9     | 95        | 95              |                 | 2.983                 | 2       |            | 156        | 42         |
| 2002 | 297.083  | 313.151  | 94,9     | 97        | 97              |                 | 3.062                 | 2       |            | 179        | 43         |
| 2003 | 299.896  | 317.189  | 94,5     | 103       | 103             |                 | 2.911                 | 2       |            | 180        | 48         |
| 2004 | 298.002  | 305.756  | 97,5     | 102       | 102             |                 | 2.921                 | 2       |            | 187        | 48         |
| 2006 | 320.386  | 332.088  | 96,5     | 100       | 100             |                 | 3.203                 | 2       |            | 177        | 47         |
| 2012 | 334.500  | 350.600  | 95,4     | 116       | 116             |                 | 2.883                 | 3       |            | 192        | 46         |